# Manuel Nájera
Manuel Nájera Siller, né le 20 décembre 1952 à Cuautla au Mexique, est un footballeur international mexicain, qui évoluait au poste de défenseur.

## Biographie

### Carrière en club
Il joue plus de 200 matchs en première division mexicaine, principalement avec les clubs de l'Universidad de Guadalajara et du CF Monterrey.
Il remporte la Coupe des champions de la CONCACAF en 1978 avec le club de l'Universidad de Guadalajara. Ce titre est partagé avec le club guatémaltèque du CSD Comunicaciones, et l'équipe trinidadienne de Defence Force.

### Carrière en équipe nationale
Il joue seize matchs en équipe du Mexique, sans inscrire de but, entre 1972 et 1978.
Il figure dans le groupe des sélectionnés lors de la Coupe du monde de 1978. Lors de la phase finale du mondial organisé en Argentine, il ne joue aucun match. Il dispute toutefois huit matchs comptant pour les tours préliminaires de cette compétition (cinq victoires, deux nuls, et une défaite).

## Palmarès
| Zacatepec - Coupe du Mexique : - Finaliste : 1970-71. |  | Universidad de Guadalajara - Coupe du Mexique : - Finaliste : 1974-75. - Coupe des champions de la CONCACAF (1) : - Vainqueur : 1978 (titre partagé). |